# Plotheia obliquevittata
Plotheia obliquevittata är en fjärilsart som beskrevs av Embrik Strand 1917. Plotheia obliquevittata ingår i släktet Plotheia och familjen trågspinnare. Inga underarter finns listade i Catalogue of Life.